# Kim Tae-gon
Dans ce nom coréen, le nom de famille, Kim , précède le nom personnel.
Kim Tae-gon (hangeul : 김태곤 ; RR : Gim Taegon) est un réalisateur, scénariste, producteur et acteur sud-coréen.

## Biographie

### Jeunesse et formation
Kim Tae-gon grandit dans une famille chrétienne.
En 1999, il fréquente à l'université Chung-Ang, à Séoul, pour les études allemandes, avant de changer de département vers celles du cinéma-audiovisuel, l'année suivante, malgré les désaccords de ses parents. Il y travaille avec le réalisateur Yoon Je-kyoon pour son premier film My Boss, My Hero (두사부일체, 2001). En octobre 2006, il reçoit le grand prix pour son court métrage documentaire Grandpa's Outing (할아버지의 외출) au festival du film étudiant universitaire (2006 대학생 영상페스티벌).

### Carrière
En 2008, en tant que co-scénariste avec Kwon Seong-hui et réalisateur, grâce au soutien de l'école supérieure des sciences de l'image avancées de l'université Chung-Ang, Kim Tae-gon présente son premier long métrage The Pot (독) au festival international du film de Busan, un film d'horreur psychologique sur un enfant possédé par un esprit maléfique.
En octobre 2012, son deuxième film à petit budget The Sunshine Boys (1999, 면회), un road-movie dramatique — poursuivant deux amis qui partent à Cheorwon dans le but de rendre visite à un ami dans l'armée —, avec Kim Chang-hwan, Shim Hee-sub et Ahn Jae-hong, est à nouveau présenté au festival international du film de Busan. Pour ce film, il reçoit, en novembre 2013, le prix du meilleur scénario au festival international du film de Thessalonique. Toujours en 2012, après le festival international du film de Busan, avec les anciens camarades de l'université nationale des arts de Corée Kwon Oh-gwang, Woo Moon-gi (en), Lee Yo-seop, Jeon Go-woon et le réalisateur Kim Ji-hoon, il fondé une société de production cinématographique indépendante baptisée Gwanghwamun Cinema (ko), du fait qu'il travaillait souvent et vivait à Gwanghwamun.
Entre-temps, il écrit le scénario ayant pour titre The King of Jokgu (족구왕), première comédie filmée par Woo Moon-gi (en), avec Ahn Jae-hong. Il dira, plus tard, dans une émission télévisée Room corner 1 row (방구석1열) sur JTBC, en novembre 2018, qu'il a « écrit pour l'acteur Ahn Jae-hong ». Ce film est sélectionné au festival international du film de Busan en 2013.
En juin 2016, il présente son premier film commercial Familyhood (굿바이 싱글), une comédie avec Kim Hye-soo et Ma Dong-seok, dont il a affiné le scénario de Jeon Go-woon parce que « l'histoire originale était plutôt lourde », a-t-il expliqué dans un interview,.
En octobre 2020, il tourne le thriller catastrophe Project Silence (탈출: Project Silence), dont il collabore le scénario avec Kim Yong-hwa et Park Joo-seok,. Le 24 avril 2023, ce film est sélectionné, hors compétition, dans la section « Séances de minuit » du festival de Cannes, où il projettera le 21 mai de la même année.

## Filmographie

### Réalisateur

#### Longs métrages
- 2006 : Now and Forever (연리지) de Kim Seong-joong (en tant qu'assistant réalisateur)
- 2008 : The Pot (독)
- 2012 : The Sunshine Boys (1999, 면회)
- 2016 : Familyhood (굿바이 싱글)
- 2023 : Project Silence (탈출: Project Silence)

#### Courts métrages
- 2005 : The Fast Watcher And The Fast Typist (빨리보는 남자 빨리치는 여자)
- 2010 : Ten Million (1000만)

### Scénariste

#### Longs métrages
- 2008 : The Pot (독) de lui-même (co-écrit avec Kwon Seong-hui)
- 2012 : The Sunshine Boys (1999, 면회) de lui-même (co-écrit avec Jeon Go-woon)
- 2016 : Familyhood (굿바이 싱글) de lui-même (co-écrit avec Jeon Go-woon et Shin Dong-seon)
- 2013 : The King of Jokgu (족구왕) de Woo Moon-gi
- 2023 : Project Silence (탈출: Project Silence) de lui-même (co-écrit avec Kim Yong-hwa et Park Joo-seok)

#### Court métrage
- 2010 : Ten Million (1000만) de Kim Tae-gon

### Production

#### Longs métrages
- 2001 : My Boss, My Hero (두사부일체) de  Yoon Je-kyoon
- 2004 : R-Point (알포인트) de Kong Soo-chang
- 2005 : A Bold Family (간 큰 가족) de Jo Myeong-nam
- 2007 : Beautiful Sunday (뷰티풀 선데이) de Jin Kwang-gyo (en tant que producteur associé)
- 2007 : Eleventh Mom (열한번째 엄마) de Kim Jin-sung
- 2009 : Handphone (핸드폰) de Kim Mi-hyeon (en tant que producteur associé)
- 2013 : The Sunshine Boys (1999, 면회) de lui-même
- 2014 : The King of Jokgu (족구왕) de Woo Moon-gi
- 2016 : The Queen of Crime (범죄의 여왕) de Lee Yo-sup
- 2017 : Microhabitat (소공녀) de Jeon Go-woon

### Acteur

#### Longs métrages
- 2005 : A Bold Family (간 큰 가족) de Jo Myeong-nam : le funambule
- 2009 : Handphone (핸드폰) de Kim Mi-hyeon : le réalisateur de clip musical
- 2016 : The Queen of Crime (범죄의 여왕) de Lee Yo-sup : l'étudiant diplômé en examen